# Owen Chase
Owen Chase (né le 7 octobre 1797 à Nantucket, dans le Massachusetts, et mort le 8 mars 1869 dans la même ville) est le second du baleinier Essex, qu'un cachalot a percuté et coulé le 20 novembre 1820. Chase a raconté le naufrage et ses suites dans Narrative of the Most Extraordinary and Distressing Shipwreck of the Whale-Ship Essex. Ce livre, publié en 1821, inspirera Herman Melville pour son roman Moby-Dick.

## Naufrage de l'Essex
En tant que second de l'Essex, Owen Chase, 21 ans, quitte Nantucket le 12 août 1819 pour un voyage de chasse à la baleine de deux ans et demi. Le matin du 20 novembre 1820, un cachalot (mesurant environ 26 m) percute l'Essex à deux reprises, le faisant couler à 2 000 milles marins (3 700 km) à l'ouest de l'Amérique du Sud. Les marins trouvent refuge sur trois baleinières. Les îles connues les plus proches, les Marquises, se trouvent à plus de 1 200 milles (1 900 km) à l'ouest et le capitaine de l'Essex, George Pollard, a l'intention de s'y rendre, mais l'équipage, dirigé par Chase, craint qu’elles ne soient habitées par des cannibales et vote pour l'Amérique du Sud. Incapables de naviguer contre les alizés, les bateaux naviguent vers le sud sur 1 600 km avant de pouvoir utiliser les vents d'ouest pour se diriger vers l'Amérique du Sud, qui se trouve encore à 4 800 km à l'est.
Sur les vingt et un hommes qui ont embarqué dans les trois baleinières, huit ont survécu : trois qui ont choisi de rester sur une île à peine habitable et cinq dans deux bateaux qui ont tenté d'atteindre l'Amérique du Sud et qui ont été contraints de recourir au cannibalisme pour rester en vie.

## Retour à Nantucket
Avec trois autres survivants de l'Essex, Owen Chase retourne à Nantucket sur le Eagle le 11 juin 1821 pour découvrir qu'il avait une fille de 14 mois, nommée Phoebe, qu'il n'a jamais vue. Un compte rendu du retour est publié plus tard dans un magazine.
En moins de quatre mois et avec l'aide d'un prête-plume, il achève le récit de la catastrophe, le Narrative of the Most Extraordinary and Distressing Shipwreck of the Whale-Ship Essex.  Cette relation sera l'une des sources d’inspiration du roman Moby-Dick d’Herman Melville.
Le récit est paru en français en 2015 chez Robert Laffont sous le titre Récit de l'extraordinaire et affligeant naufrage du baleinier Essex.

## Retour à la mer
En décembre 1821, Chase s'engage en tant que second sur le baleinier le Florida qui part de New Bedford, Massachusetts le 20 décembre. La liste de l'équipage contient la seule description physique existante de Chase : 24 ans, teint foncé et cheveux bruns. Après avoir pêché la baleine dans la même zone où l'Essex a coulé, le navire retourne à New Bedford le 26 novembre 1823. Chase est de nouveau accueilli par une fille qu'il n'a jamais vue, Lydia, 18 mois. Le 14 septembre 1824 naît un fils, William ; la femme de Chase, Peggy, meurt deux semaines plus tard. Neuf mois plus tard, Chase épouse Nancy Joy, la veuve de Matthew Joy, le premier des survivants de l'Essex à mourir. Deux mois plus tard, Chase navigue à nouveau, en tant que capitaine du Winslow. Le navire baleinier pêche dans les mers du Japon, continue vers l'est pour accoster brièvement à San Francisco avant de naviguer vers le Pacifique et de finalement revenir à New Bedford le 20 juin 1827. À la mi-août, le Winslow met le cap sur le Brésil mais est gravement endommagé dans une violente tempête au sud des îles Canaries. Le navire est contraint de retourner à New Bedford où neuf mois sont nécessaires pour le réparer. Le navire navigue de nouveau dans le Pacifique à la mi-juillet 1828, revenant début juillet 1830.
Relativement riche de ses voyages baleiniers réussis, Chase reste à Nantucket pendant deux ans pour superviser la construction du chantier naval de Brant Point et de son propre baleinier, le Charles Carrol qui appareille le 10 octobre 1832 pour un voyage de trois ans et demi. Neuf mois après le début du voyage, la femme de Chase, Nancy, donne naissance à une fille, nommée Adeline, avant de mourir quelques semaines plus tard. Le frère de Chase, Joseph, capitaine du Catherine, est informé de la tragédie plusieurs mois plus tard et transmet la nouvelle à Chase lors d’une rencontre dans le Pacifique en août 1834.
Le Charles Carrol retourne à Nantucket en mars 1836 et, le 5 avril, Chase épouse Eunice Chadwick. En août, il part pour un autre voyage de chasse à la baleine de trois ans et demi. Seize mois plus tard, Eunice donne naissance à un fils, Charles.

## Retraite et décès
Deux mois après son divorce avec Eunice Chadwick, Owen Chase se marie pour la quatrième et dernière fois, avec Susan Coffin Chase. Il cesse de naviguer. Les souvenirs de l'épreuve déchirante le hantent, il souffre de terribles maux de tête et de cauchemars. Plus tard, il se met à cache de la nourriture dans le grenier de sa maison de Nantucket et est finalement interné pendant environ huit ans.
Il meurt le 7 mars 1869 et est enterré au New North Cemetery à Nantucket avec deux de ses épouses, Peggy et Nancy.

## Dans la culture populaire
Le film Au cœur de l'océan, réalisé par Ron Howard, est sorti le 11 décembre 2015 ; Owen Chase y est interprété par Chris Hemsworth.